# Diffuse panbronchiolitis
Diffuse panbronchiolitis (DPB) is een infectieuze longziekte met een onbekende oorzaak. Het is een ernstige en progressieve vorm van bronchiolitis, een ontsteking van de bronchioli. Het woord 'diffuus' betekent dat verspreid in beide longen laesies verschijnen, en panbronchiolitis betekent: een ontsteking van alle bronchioli (de lagere luchtwegen, die een rol spelen bij de gasuitwisseling). DPB veroorzaakt ernstige ontsteking en knobbelvormige afwijkingen in de terminale bronchioli, chronische sinusitis en heftig hoesten waarbij grote hoeveelheden sputum worden opgehoest.
Er wordt aangenomen dat aanleg een rol speelt bij het krijgen van de ziekte, namelijk een genetisch bepaald gebrek aan weerstand tegen de bacteriën en virussen die de DPB veroorzaken door de aanwezigheid van bepaalde genen die vooral voorkomen bij mensen van Oost-Aziatische afkomst. Het komt het meeste voor bij Japanners gevolgd door Koreanen. DPB komt vaker voor bij mannen dan bij vrouwen, en begint gewoonlijk op 40-jarige leeftijd. Het werd voor het eerst erkend als een nieuw ontdekte ziekte in de vroege jaren 1960, en het kreeg officieel de naam diffuse panbronchiolitis in 1969.
Als DPB niet behandeld wordt, leidt het tot bronchiëctasie, een onomkeerbare verwijding van de bronchioli, en het ophopen van slijm in de bronchioli. Het dagelijks behandelen van DPB met macrolide antibiotica zoals erythromycine vermindert de symptomen en werkt levensverlengend, maar voor de ziekte bestaat nog geen remedie. Uiteindelijk kan DPB leiden tot respiratoire insufficiëntie en hartproblemen.

## Classificatie
DPB wordt geclassificeerd als een 'primaire bronchiolitis', wat betekent dat de onderliggende oorzaak van de ontsteking in de bronchioli ligt en daartoe beperkt blijft. Andere vormen van primaire bronchiolitis zijn: bronchiolitis obliterans, folliculaire bronchiolitis, respiratoire bronchiolitis, mineral dust airway disease en nog een aantal meer. Het verschil tussen DPB en niet-primaire bronchiolitis is het feit dat de laatstgenoemde vaak voorkomt bij een aandoening van de hogere luchtwegen, zoals chronische bronchitis.

## Signalen en symptomen
Symptomen van DPB zijn: chronische sinusitis (ontstoken paranasale sinussen), fluitende ademhaling, rhonchi (ademhalingsgeluiden veroorzaakt door obstructies door slijm en in de longen), dyspneu (kortademigheid), en ernstig hoesten waarbij grote hoeveelheden sputum worden opgehoest. Het sputum kan purulent zijn, en de patiënt kan koorts hebben. Kenmerkend voor progressieve DPB zijn verwijding van de bronchiën en hypoxemie (onvoldoende zuurstofgehalte van het bloed). Als DPB niet behandeld wordt, zal er bronchiëctasie ontstaan; dit wordt gekenmerkt door verwijding en verdikking van de wanden van de bronchioli, beschadigingen ten gevolge van ontstekingen van de respiratoire en terminale bronchioli en slijmophopingen in de longen. DPB gaat samen met progressieve respiratoire insufficiëntie, hypercapnie (verhoogd gehalte van koolstofdioxide in het bloed), en kan uiteindelijk leiden tot pulmonale hypertensie (hoge bloeddruk in de pulmonale ader en slagader) en cor pulmonale (verwijding van het rechter hartventrikel, of rechtszijdig hartfalen).

## Oorzaak

De genen voor menselijk HLA bevinden zich op chromosoom 6.

DPB is idiopathisch, wat betekent dat er geen exacte fysiologische,omgevingsgerelateerde of pathogene oorzaak van de ziekte bekend is. Er zijn wel enkele factoren waarvan wordt gedacht dat ze een rol spelen bij de pathogenese van de ziekte (de manier waarop de ziekte ontstaat)
Het major-histocompatibiliteitscomplex (MHC) is een grote genregio die de meeste gewervelden hebben, en die wordt geassocieerd met het immuunsysteem. Het is bij mensen gelegen op chromosoom 6. Een onderdeel van het MHC bij mensen is het histocompatibiliteitsantigencomplex (HLA-gencomplex), dat verantwoordelijk is voor de antigeenpresenterende cellen, die deel uitmaken van het verworven immuunsysteem, dat de afweer regelt tegen ziekteverwekkers zoals bacteriën en virussen. Als menselijke cellen worden geïnfecteerd door een ziekteverwekker, kunnen sommige van deze cellen delen van de eiwitten van de ziekteverwekkers presenteren op hun celmembranen waardoor deze zichtbaar worden voor het afweersysteem; dit wordt 'antigeenpresentatie' genoemd. De geïnfecteerde cellen worden dan het doelwit van bepaalde soorten cytotoxische T-cellen, die de geïnfecteerde cellen doden, zodat deze uit het lichaam verwijderd kunnen worden.
Genetische aanleg voor vatbaarheid voor DPB wordt toegeschreven aan twee HLA-haplotypes die veel voorkomen bij mensen van Oost-Aziatische afkomst (een haplotype is eennucleotide of een groep allelen van een aantal sterk gekoppelde genen op een chromosoom, die vaak voorkomen bij een bepaalde etniciteit of eigenschappen). Bij Japanners wordt het type HLA-B54 in verband gebracht met de DBP, en bij Koreanen HLA-A11.

## Pathofysiologie
Een ontstekingsreactie is een onderdeel van het menselijke afweersysteem, waarbij leukocyten (witte bloedcellen), en neutrofiele leukocyten (witte bloedcellen die verantwoordelijk zijn voor de primaire immuunrespons bij een ontsteking) worden geproduceerd en chemotactische cytokinen zich ophopen in het lichaam op de plaats van de bacteriële of virale infectie (synoniem voor chemokinen: eiwitten die worden geproduceerd door bepaalde cellen en die witte bloedcellen aantrekken) zich ophopen in het lichaam op de plaats waar de infectie met een virus of een bacterie zich voordoet. Door de ontstekingsreactie van het lichaam op bacteriën en virussen worden deze uit het lichaam verwijderd. Bij DPB kunnen bacteriën als Haemophilus influenzae en Pseudomonas aeruginosa zorgen voor een toename van ontstekingscellen in de brochioli. Niettemin houdt de ontsteking bij DPB door een onbekende oorzaak ook aan als geen van deze bacteriën meer aanwezig zijn. Of ze aanwezig zijn of niet, bij DPB kan de ontsteking zo ernstig worden dat er zich knobbels met ontstekingscellen vormen in de wanden van de bronchioli. De aanwezigheid van de ontsteking en de infectie in de luchtwegen veroorzaakt ook een overvloedige productie van slijm, wat moet worden opgehoest als sputum. De combinatie van de ontsteking, vorming van knobbels, infectie, slijm en frequent hoesten leidt bij DPB tot ademhalingsmoeilijkheden.
Het feit dat de ontsteking bij DPB aanhoudt ongeacht of de P. aeruginosa en H. influenzae aanwezig zijn of niet, geeft aan dat er meerdere mechanismes zijn die de ziekte veroorzaken of onderhouden. Leukotriënen zijn eicosanoïden, moleculen gemaakt van essentiële vetzuren, die een rol spelen bij veel longziektes doordat ze zorgen voor een toename van ontstekingscellen en overmatige slijmproductie in de luchtwegen. Bij DPB en andere longziektes is de voornaamste lipide-mediator leukotriene B4, die zorgt voor een toename van neutrofiele leukocyten door middel van chemotaxis (het verschijnsel dat sommige soorten cellen zich verplaatsen als gevolg van de concentratieverschillen van bepaalde stoffen in de omgeving).
De ontsteking wordt bij DPB ook veroorzaakt door de chemokine MIP-1alpha, en de samenwerking van deze cellen met CD8± T-cellen.
ß-defensines, eiwitten met een anti-microbiële werking die zich in het ademhalingsstelsel bevinden, zijn verantwoordelijk voor de aanhoudende ontsteking bij DPB als een ziekteverwekker zoals P. aeruginosa aanwezig is.
Als het retrovirus humaan T-cel-lymfotroop virus type I (HTLV-I) aanwezig is, veroorzaakt dit DPB door T-helpercellen te infecteren, waardoor ze minder goed bekende en onbekende ziekteverwekkers kunnen herkennen die een rol spelen bij DPB.

## Diagnosticering

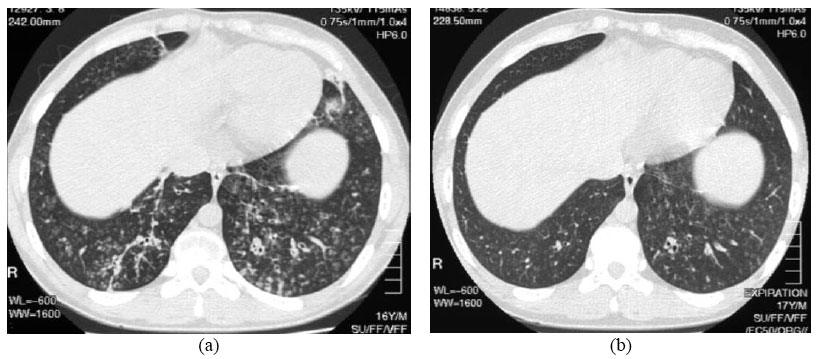
High resolution computed tomography (HRCT)-beelden van de borstkas van een 16-jarige jongen met de diagnose DPB (links), en 8 weken later (rechts), na een erythromycinekuur van 6 weken. De bilaterale brochiëctasie en de knobbels zijn zichtbaar verminderd.

Om de diagnose DPB te stellen is er een weefselanalyse nodig van de longen en de bronchioli, waarvoor een longbiopsie nodig is, maar bij voorkeur een high resolution computed tomography-scan (HRCT-scan) van de longen. Criteria voor het stellen van de diagnose zijn ernstige ontsteking in alle lagen van de bronchioli en knobbels in de terminale en respiratoire bronchioli in beide longen. De knobbels zijn te zien op röntgenfoto's van de longen, en kunnen luchtwegobstructies veroorzaken. De ernst van de obstructies kan worden vastgesteld door middel van een longfunctietest. De röntgenfoto's van de longen kunnen ook verwijding van de bronchioli aan het licht brengen, wat nog een teken is van DBP. HR-CT-scans laten vaak verstopping zien van sommige bronchioli door slijm, wat 'tree-in-bud pattern' wordt genoemd. Hypoxemie (zuurstofgebrek), nog een teken van ademhalingsmoeilijkheden, wordt vastgesteld door het zuurstof- en koolstofdioxidegehalte in het bloed te meten, door middel van een arteriële (slagaderlijke) bloedgasanalyse. Andere signalen van DPB zijn een toename van lymfocyten (witte bloedcellen die infecties tegengaan), neutrofielen en histiocyten (schuimcellen, (weefselmacrofagen) in het longslijmvlies. Bacteriën zoals H. influenzae en P. aeruginosa zijn ook aantoonbaar, en het aantal van de laatstgenoemde stijgt naarmate de ziekte vordert. Het aantal en de grootte van de verschillende soorten bloedcellen, bacteriën en het hemoglobinegehalte van het bloed kunnen worden vastgesteld door een test die 'compleet bloedbeeld' wordt genoemd. Verhoogde gehaltes van IgG en IgA (soorten immunoglobulinen) kunnen worden vastgesteld, net als reumafactoren (die duiden op auto-immuniteit). Hemagglutinatie, samenklontering van erytrocyten als reactie op de aanwezigheid van antilichamen, kan ook voorkomen. Bij een bronchoalveolaire lavage (BAL) kunnen neutrofielen, ß-defensinen, leukotrienen en chemokinen kunnen worden gevonden. Bij dit onderzoek wordt vloeistof in de bronchiolaire luchtwegen geinjecteerd en vervolgens weer opgezogen.

## Differentiaaldiagnose
DPB wordt vaak overwogen in de differentiaaldiagnose (een lijst van mogelijke aandoeningen waaraan een bepaalde patiënt zou kunnen lijden). Een aantal symptomen van DBP komen overeen met andere obstructieve longziekten zoals astma, chronische bronchitis, en emfyseem. Een fluitende ademhaling, productieve hoest, en kortademigheid zijn gewoonlijk de symptomen bij deze ziektes, en bij een longfunctietest wordt gewoonlijk ademhalingsmoeilijkheden vastgesteld. Cystis fibrosis veroorzaakt net als DPB ernstige longontstekingen en overmatige slijmproductie, maar bij DPB is de pancreasfunctie en de elektrolytenhuishouding niet verstoord, zoals bij CF, dus de ziektes zijn verschillend, en waarschijnlijk niet aan elkaar verwant. DPB kan ook onderscheiden worden van CF door de beschadigingen in de longen die op röntgenfoto's te zien zijn als knobbels in de bronchioli van beide longen, ontsteking in alle lagen van het weefsel van de respiratoire bronchioli en de hogere incidentie onder individuen van Oost-Aziatische afkomst.
DPB en bronchiolitis obliterans zijn twee vormen van primaire bronchiolitis. Specifieke symptomen die zich bij beide ziektes voordoen zijn: hoesten waarbij grote hoeveelheden purulent sputum wordt opgegeven, knobbels die zichtbaar zijn op röntgenfoto's in de lagere bronchi en het bronchiolaire gedeelte, en chronische sinusitis. Bij DPB zitten de knobbels vooral in de respiratoire bronchioli, terwijl ze bij DB vooral in de membraneuze bronchioli zitten (het deel vanaf de tertiaire bronchi dat geen kraakbeen meer bevat) en in de secundaire bronchi. OB komt overal ter wereld voor, ter DPB vooral voorkomt in Japan. Voordat DPB werd erkend als ziekte, werd het vaak verkeerd gediagnosticeerd als bronchiëctasie, COPD, idiopatische longfibrose, phthisis miliaris, sarcoïdose of longkanker.

## Behandeling

Moleculaire structuur van erythromycine, een antibioticum dat wordt gebruikt om DPB te behandelen.

Macrolide antibiotica, zoals erytromycine, zijn een effectieve behandeling voor DPB wanneer deze gedurende een langere periode regelmatig worden ingenomen. Claritromycine of roxitromycine worden ook vaak gebruikt. De succesvolle resultaten van macroliden bij DPB en soortgelijke longziekten komen voort uit het beheersen van bepaalde symptomen door immunomodulatie (het aanpassen van de immuunrespons). Dit kan worden bereikt door de antibiotica in lage doses in te nemen. De behandeling bestaat uit de dagelijkse orale toediening van erytromycine gedurende twee tot drie jaar. Van deze behandeling gedurende een langere periode is aangetoond dat zij de gevolgen van DPB drastisch verbetert. Dit blijkt wanneer bij een persoon die een behandeling voor DPB ondergaat, naast een aantal ziektegerelateerde remissiecriteria, een normaal aantal neutrofielen in de BAL-vloeistof wordt vastgesteld. Bovendien tonen de bloedgasmetingen (een arteriële bloedtest die de hoeveelheid zuurstof en kooldioxide in het bloed meet) aan dat de vrije zuurstof in het bloed binnen het normale bereik ligt. Om de vorming van macrolide-resistente P. aeruginosa tegen te gaan, is voorgesteld de erytromycine-therapie in deze gevallen tijdelijk te onderbreken. De symptomen van DPB keren echter gewoonlijk terug, en de behandeling dient dan te worden hervat. Hoewel de behandeling zeer effectief is, kan het zijn dat erytromycine niet bij alle personen met de ziekte succesvol blijkt. In het bijzonder als macrolide-resistente P. aeruginosa aanwezig of eerder onbehandelde DPB zover gevorderd is dat respiratoir falen optreedt.
Door DPB te behandelen met erythromicine, kan schade en ontsteking van de bronchioli worden tegengegaan door niet alleen het aantal neutrofielen laag te houden, maar ook de activiteit van lymfocyten, en door obstructies door slijm- en waterafscheiding in de luchtwegen te voorkomen. Het is niet het anti-microbiële effect van macroliden dat de ontsteking bij DPB tegengaat. Dit kan worden gesteld omdat de dosering tijdens de behandeling veel te laag is om infecties tegen te gaan, en omdat in gevallen van DPB waarbij de P. aeruginose wordt gevonden, erythromycine de ontsteking toch tegengaat.
Een aantal factoren zorgen ervoor dat erythromycine en andere macroliden effectief zijn tegen ontstekingen. Ze gaan vooral de proliferatie van neutrofielen tegen, doordat ze ervoor zorgen dat interleukine 8 en leukotriene B4 deze niet meer kunnen aantrekken. Macroliden verminderen ook de effectiviteit van adhesiemoleculen, die ervoor zorgen dan neutrofielen blijven plakken in de slijmlaag in de bronchioli. Slijmproductie is een belangrijke veroorzaker van overlijden bij DPB en andere luchtwegaandoeningen. Doordat erythromycine de ontsteking bij DPB tegengaat, wordt de slijmproductie geremd.

## Prognose
Als DPB niet wordt behandeld leidt het tot brochiëctasie, respiratoire insufficiëntie en tot overlijden. In een artikel uit 1893 werd geschreven dat als DPB niet wordt behandeld, het overlevingspercentage na vijf jaar 62,1% was en na tien jaar 33,2%. Door de behandeling met erythromycine hebben mensen met DPB nu een hogere leeftijdsverwachting doordat de symptomen worden bestreden, het ziekteproces wordt vertraagd en bijkomstige infecties, zoals die met P. aeruginosa, worden tegengegaan. Het overlevingspercentage wanneer DPB wordt behandeld is na 10 jaar 90%. Als door de behandeling een grote verbetering wordt bereikt, wat soms gebeurd na twee jaar, kan de behandeling tijdelijk worden gestaakt. Toch worden individuen bij wie de behandeling is onderbroken goed in de gaten gehouden. Als de symptomen DPB terugkomen moet de behandeling met erythromycine onmiddellijk worden hervat. Ondanks het feit dat de prognose bij DPB is verbeterd door de beschikbare behandelmethode, is er nog geen remedie tegen de ziekte.

## Epidemiologie
DPB komt het meest voor bij Japanners (11 per 100.000). Het komt ook voor bij Koreanen, Chinezen en Thailanders. Er wordt aangenomen dat Oost-Aziaten een genetische aanleg hebben voor de ziekte. Het komt anderhalf tot twee keer zo vaak voor bij mannen dan bij vrouwen. De ziekte openbaart zich gewoonlijk rond het veertigste levensjaar, en twee derde van de mensen met DPB bestaat uit niet-rokers. Men neemt aan dat roken niet de oorzaak is van de ziekte. De aanwezigheid van HLA-Bw54 doet het risico om de ziekte op te lopen toenemen met een factor 13,3.
In Europa en Noord- en Zuid-Amerika is een relatief klein aantal gevallen vastgesteld bij Aziatische immigranten, en bij mensen van niet-Aziatische afkomst. In het Westen wordt de ziekte wel eens verkeerd gediagnosticeerd omdat hij daar minder bekend is dan in Aziatische landen. Omdat de ziekte minder vaak voorkomt bij Aziaten die in het Westen wonen, wordt er aangenomen dat niet-genetische factoren ook een rol spelen bij het veroorzaken van DPB. Dit verschil kan echter ook veroorzaakt worden doordat de ziekte in het Westen verkeerd wordt gediagnosticeerd.

## Geschiedenis
In de jaren 1960 werd er in Japan door dokters een relatief nieuwe chronische longaandoening beschreven. In 1969 werd de naam 'diffuse panbronchioloitis' geïntroduceerd om onderscheid te kunnen maken tussen deze ziekte en chronische bronchitis, emfyseem alveolitis, en andere obstructieve luchtwegaandoeningen waarbij ontsteking zich voordoet. Tussen 1978 en 1980 wees een landelijk onderzoek in Japan uit dat er meer dan 1.000 mogelijke gevallen waren van DPB, waarvan er 82 waren vastgesteld door middel van histologisch onderzoek. In de jaren 1980 werd DPB officieel internationaal erkend als longziekte.
Voor deze tijd was de prognose bij DPB slecht, helemaal als de ziekte samenging met superinfecties (een infectie waarbij de patiënt nog een bacteriële of virale infectie oploopt, naast de bestaande infectie) door P.aeruginose. Het sterftepercentage bij DPB bleef erg hoog totdat behandeling met antibiotica en zuurstoftherapie routine werden als symptoombestrijding. Toen er in 1985 het op lange termijn inzetten van het antibioticum erythromycine de standaardbehandeling werd van DPB, verbeterde de prognose aanzienlijk. In 1990 werd DPB voor het eerst in verband gebracht met HLA.